# Пумененго
Пуменѐнго (на италиански: Pumenengo; на ломбардски: Pümenengh, Пюмененг) е село и община в Северна Италия, провинция Бергамо, регион Ломбардия. Разположено е на 106 m надморска височина. Населението на общината е 1708 души (към 2018 г.).